# پائولو بایوکو
پائولو بایوکو (انگلیسی: Paolo Baiocco؛ زادهٔ ۲۹ ژوئن ۱۹۸۹) بازیکن فوتبال است.
از باشگاه‌هایی که در آن بازی کرده‌است می‌توان به باشگاه فوتبال رجینا و باشگاه فوتبال دلفینو پسکارا اشاره کرد.